# Bystropogon canariensis
Bystropogon canariensis es una especie de planta herbácea de la familia de las lamiáceas. Es originaria de Macaronesia.

## Descripción
Se diferencian dentro de Lamiaceae  por sus hojas simples y por sus flores diminutas, que se disponen en verticilastros más o menos globulares. En cada flor hay cuatro estambres fértiles y la corola es bilobulada, blanca o rosada.
Se diferencia dentro del género por sus flores, que se disponen en verticilastros glomerulares y porque el cáliz de las flores posee dientes cortos.

## Distribución y hábitat
Bystropogon canariensis es un endemismo canario del que se diferencian dos variedades:  var. canariensis, en las islas de Gran Canaria, Tenerife y La Palma y la var. smithianus (Webb) Bornm., en las islas de Tenerife, La Gomera, El Hierro y La Palma. 

## Taxonomía
Bystropogon canariensis fue descrita por (L.) L'Hér. y publicado en Sertum Anglicum 20. 1789.
Etimología
Bystropogon: nombre genérico que podría derivar del griego bystros, que significa "cerrado" y pogon, que significa "barba", haciendo referencia a que la corola de las flores está cubierta de pelos.
canariensis: del archipiélago canario, en su sentido más amplio.
Sinonimia
- Mentha canariensis L., Sp. Pl.: 578 (1753).

var. canariensis. De Tenerife, Gran Canaria y La Palma.
- Bystropogon mollis Salisb., Prodr. Stirp. Chap. Allerton: 80 (1796).
- Mentha corymbosa Lam., Encycl. 4: 114 (1797).
- Bystropogon canariensis var. gracilis Bolle, Bonplandia (Hannover) 8: 282 (1860).
- Bystropogon canariensis var. hirsutus Bolle, Bonplandia (Hannover) 8: 281 (1860).

var. smithianus Christ, Bot. Jahrb. Syst. 9: 136 (1888). Tenerife, La Gomera, El Hierro y La Palma. 
- Bystropogon smithii Webb & Berthel., Hist. Nat. Iles Canaries 3: 281 (1844).
- Bystropogon meridiani Bolle, Bonplandia (Hannover) 8: 281 (1860).
- Bystropogon canariensis var. fallax Bornm., Bot. Jahrb. Syst. 33: 470 (1904).
- Bystropogon canariensis var. meridiani (Bolle) Bornm., Bot. Jahrb. Syst. 33: 470 (1904).
- Bystropogon canariensis var. gracilis Bolle, La Serna & Wildpret, Vieraea 6: 91 (1976).[2]

## Nombre común
Se conoce como "poleo de monte".